# Alfons Pincé
Alfons Theophile Pincé (Antwerpen, 22 maart 1894 - Sint-Niklaas, 29 januari 1966) was een Belgisch politicus voor de BWP en diens opvolger de BSP.

## Levensloop
Pincé was bediende van beroep.
In 1938 werd hij socialistisch senator voor het kiesarrondissement Dendermonde-Sint-Niklaas in opvolging van de overleden Pierre Van Fleteren en hij vervulde dit mandaat tot in 1954. Hij werd tevens verkozen tot gemeenteraadslid van Sint-Niklaas, alwaar hij zetelde van 1946 tot 1958.